# Lamprops flavus
Lamprops flavus är en kräftdjursart som beskrevs av Hiroshi Harada 1959. Lamprops flavus ingår i släktet Lamprops och familjen Lampropidae. Inga underarter finns listade i Catalogue of Life.